# Liste du patrimoine mondial en Azerbaïdjan
Cet article recense les sites inscrits au patrimoine mondial en Azerbaïdjan.

## Statistiques
La république d'Azerbaïdjan ratifie la Convention pour la protection du patrimoine mondial, culturel et naturel le 16 décembre 1993. Le premier site azéri est inscrit au patrimoine mondial en 2000, lors de la 24e session du Comité du patrimoine mondial.
Fin 2023, l'Azerbaïdjan compte 5 sites inscrits au patrimoine mondial, quatre culturels et un naturel.
À la même date, l'Azerbaïdjan a également soumis 10 sites à la liste indicative : 7 culturels et 3 naturels.

## Listes

### Patrimoine mondial
Les biens azéris suivants sont inscrits au patrimoine mondial en 2025. Les noms et les graphies sont celles choisies par l'UNESCO.
| Id.  | Bien                                                                                | Raion(s)         | Année | Superficie (ha) | Critères et notes | Coordonnées                                                                            | Illus. |
| ---- | ----------------------------------------------------------------------------------- | ---------------- | ----- | --------------- | --- | -------------------------------------------------------------------------------------- | ------ |
| 958  | Cité fortifiée de Bakou avec le palais des Chahs de Chirvan et la tour de la Vierge | Bakou            | 2000  | 21,5            | Culturel, (iv) Inscrit sur la liste du patrimoine mondial en péril entre 2003 et 2009 | 40° 22′ 01″ N, 49° 49′ 59″ E                                                           |        |
| 1584 | Forêts hyrcaniennes                                                                 | Astara, Lənkəran | 2023  | 15 520          | Naturel, (ix) Les forêts mixtes hyrcaniennes de la Caspienne, bien iranien inscrit en 2019, deviennent transfrontalières grâce à l'ajout de deux sites en Azerbaïdjan. Le bien comprend 2 sites en Azerbaïdjan : Dangyaband et vallée d'İstisuchay. | 38° 45′ 19″ N, 48° 40′ 56″ E 38° 27′ 18″ N, 48° 40′ 45″ E                              |        |
| 1696 | Le paysage culturel du peuple Khinalug et la route de transhumance « Köç Yolu »     | Quba             | 2023  | 44 829,41       | Culturel, (iii), (v) | 40° 42′ 22″ N, 48° 53′ 06″ E                                                           |        |
| 1076 | Paysage culturel d'art rupestre de Gobustan                                         | Abşeron          | 2007  | 537,22          | Culturel, (iii) Trois zones : mont Jinghindagh - colline de Yazylytepe, mont Boyukdash, mont Kichikdash | 40° 12′ 00″ N, 49° 22′ 16″ E 40° 07′ 30″ N, 49° 22′ 30″ E 40° 03′ 43″ N, 49° 22′ 59″ E |        |
| 1549 | Centre historique de Sheki avec le palais du Khan                                   | Şəki             | 2019  | 120,5           | Culturel, (ii), (v) | 41° 12′ 16″ N, 47° 11′ 53″ E                                                           |        |

### Liste indicative
Les biens suivants sont inscrits sur la liste indicative du pays au début 2025. Les noms fournis par l'Azerbaïdjan sont en anglais : la traduction en français est donnée ici à titre indicatif.
| Id.  | Bien                                                                 | Raïon(s)                        | Année | Critères et notes | Coordonnées | Illus. |
| ---- | -------------------------------------------------------------------- | ------------------------------- | ----- | --- | --- | ------ |
| 6779 | Complexe historico-culturel et naturel de Gamigaya (en) et Göygöl    | Ordubad                         | 2024  | Mixte, (ii), (iii), (vi), (vii) | 39° 09′ 47″ N, 45° 57′ 25″ E |        |
| 1573 | Constructions défensives de la côte de la Caspienne                  | Multiples                       | 2001  | Culturel Murailles de Beşbarmaq (az), Gilgilçay (az) et Bakou (az), forteresses de Sabayil, Mərdəkan, Forteresse de Ramana et Nardaran (az), Shabaran (az) | 40° 57′ 26″ N, 49° 13′ 56″ E 41° 09′ 12″ N, 49° 03′ 36″ E 40° 24′ N, 49° 48′ E 40° 21′ 11″ N, 49° 50′ 27″ E 40° 29′ 32″ N, 50° 08′ 27″ E 40° 27′ 22″ N, 49° 58′ 48″ E 40° 33′ 41″ N, 50° 00′ 17″ E 41° 17′ 44″ N, 48° 52′ 53″ E |        |
| 1175 | Dépôts de flore et de faune du quaternaire « Binagadi (az) »         | Bakou                           | 1998  | Naturel, (viii), (ix) | 40° 28′ 05″ N, 49° 48′ 04″ E |        |
| 1173 | Mausolées du Nakhitchevan                                            | Djoulfa, Kangarli, Nakhitchevan | 1998  | Culturel, (i), (iv) Mausolées de Qarabağlar (en), Gülüstan (en) et Momine Khatun.                                                                          | 39° 25′ 00″ N, 45° 11′ 00″ E 38° 58′ 17″ N, 45° 35′ 15″ E 39° 12′ 46″ N, 45° 24′ 20″ E |        |
| 1177 | Mont « Baku Stage »                                                  | Bakou                           | 1998  | Naturel, (viii), (ix) | 40° 18′ 32″ N, 49° 49′ 08″ E |        |
| 6621 | Ponts de Khodaafarin et sites associés                               | Jabrayil                        | 2021  | Culturel, (ii), (iv) Anciennement au Haut-Karabagh, les ponts sont contrôlés par l'Azerbaïdjan depuis la guerre de 2020.                                   | 39° 09′ 02″ N, 46° 56′ 24″ E |        |
| 1575 | Réserve historique et architecturale d'Ordoubad                      | Ordubad                         | 2001  | Culturel, (i), (iv), (v) | 38° 54′ 29″ N, 46° 01′ 40″ E |        |
| 1574 | Réserve historique et architecturale de Chouchi                      | Choucha                         | 2001  | Culturel, (i), (iv), (v), (vi) Située au Haut-Karabagh, la région est repassée sous contrôle azéri depuis la guerre de 2020.                               | 39° 45′ 30″ N, 46° 44′ 54″ E |        |
| 6547 | Sites préhistoriques des grottes d'Azykh et Taghlar (en)             | Khojavend                       | 2021  | Culturel, (i), (iii) Les grottes étaient contrôlées par le Haut-Karabagh avant la guerre de 2020.                                                          | 39° 37′ 09″ N, 46° 59′ 19″ E 39° 36′ 17″ N, 46° 57′ 53″ E |        |
| 1172 | Suraxanı (en), Atechgah (adorateurs du feu, temple-musée à Suraxanı) | Bakou                           | 1998  | Culturel, (i), (iii) | 40° 24′ 56″ N, 50° 00′ 31″ E |        |
| 6778 | Ville antique de Qabala                                              | Qabala                          | 2024  | Culturel, (ii), (iii), (iv) | 40° 53′ 28″ N, 47° 42′ 29″ E |        |
| 1176 | Volcan de boue de Lökbatan                                           | Bakou                           | 1998  | Naturel, (vii), (viii), (ix) | 40° 18′ 16″ N, 49° 42′ 29″ E |        |